# Catreus (geslacht)
Catreus is een geslacht van vogels uit de familie fazantachtigen (Phasianidae).

## Soorten
Het geslacht kent de volgende soort:
- Catreus wallichii – Wallichfazant